# Лајош Кочиш
Лајош Кочиш (мађ. Kocsis Lajos; Сегедин, 7. јун 1947 — Будимпешта, 9. октобар 2000) је био мађарски фудбалер, који је најдиуже играо за Бп. Хонвед СЕ. Био је олимпијски шампион 1968. Играо је на позицији везног играча.

## Каријера

### Клуб
Кочиш је каријеру започео у свом родном граду Сегедину, у трећелигашу Сегеди ВСЕ. Лајош је постао прволигаш 1966. године, након што је прешао у тадашњи прволигаш Шалготарјан БТЦ. Годину дана касније, преселио се у Будимпешту да игра за Хонвед, где је провео десет година и постао један од познатијих и популарнијих мађарских фудбалера.
Кочиш се сматрао најталентованијим мађарским фудбалером још од времена Ференца Пушкаша, а неки наводе да је био чак талентованији од свог славног претходника. Ипак, није успео да испуни очекивања навијача и стручњака због свог неспортског начина живота (укључујући често и жестоко опијање), што је на крају довело до његовог избацивања из Хонведа 1977. године, упркос томе што је био један од најпопуларнијих ликова у мађарском фудбалу, обожаван како због својих високих техничких вештина, тако и због доброг смисла за хумор. Његови противници су га посебно плашили због његових слободних удараца и непредвидивог дриблинга.
Постигао је један од својих најупечатљивијих голова на бечком стадиону Пратер у квалификационој утакмици за Светско првенство 1974. против Аустрије 15. октобра 1972. Године 1975. изабран је за најбољег мађарског фудбалера године. По завршетку свог боравка у Хонведу, играо је за друголигаша Ђулаи СЕ.

### Репрезентација
Кочиш је освојио златну медаљу на Летњим олимпијским играма 1968. и сребрну медаљу на Летњим олимпијским играма 1972., а такође је учествовао на завршном турниру Европског првенства УЕФА 1972. у Белгији. За репрезентацију Мађарске је одиграо 33 утакмице и постигао је 7 голова.

## Остварења
- Олимпијске игре
  - златна медаља: 1968, Мексико Сити
  - сребрна медаља: 1972, Минхен
- Европско првенство
  - четврто место: 1972, Белгија
- Прва лига Мађарске у фудбалу
  - другопласирани: 1969, 1971/72, 1974/75